# Općinska A nogometna liga Daruvar 1981./82.
Općinska A nogometna liga Daruvar je bila liga sedmog stupnja nogometnog prvenstva Jugoslavije u sezoni 1981./82. 

Dotadašja Općinska nogometna liga Daruvar je podijeljena na dvije lige – Općinsku A ligu i Općinsku B ligu. U Općinskoj A ligi su nastupali klubovi koji su imali i sastav u pionirskoj konkurenciji. 
 
Sudjelovalo je 6 klubova, a prvak je bio klub "Sokol" iz Sokolovca. 

## Sustav natjecanja
6 klubova je igralo dvokružnu ligu (20 kola). 

## Ljestvica
| mj. | klub                         | ut. | pob | ner | por | gol+ | gol- | bod |
| --- | ---------------------------- | --- | --- | --- | --- | ---- | ---- | --- |
| 1.  | Sokol Sokolovac              | 20  | 12  | 2   | 6   | 68   | 35   | 26  |
| 2.  | Ribar Končanica              | 20  | 10  | 4   | 6   | 64   | 53   | 24  |
| 3.  | Partizan Veliki Bastaji      | 20  | 8   | 3   | 9   | 54   | 63   | 19  |
| 4.  | Mladost Daruvarski Brestovac | 20  | 8   | 2   | 10  | 59   | 65   | 13  |
| 5.  | Naša krila Mala Maslenjača   | 20  | 8   | 1   | 11  | 58   | 65   | 17  |
| 6.  | Dinamo Šuplja Lipa           | 20  | 6   | 4   | 10  | 55   | 65   | 16  |

- Daruvarski Brestovac – također iskazan kao Brestovac Daruvarski
- Mala Maslenjača – tada samostalno naselje, od 2001. dio naselja Maslenjača

## Rezultatska križaljka
| kratica | klub                         | DIN | MLA | NAŠK | PAR | RIB | SOK |
| --- | ---------------------------- | --- | --- | ---- | --- | --- | --- |
| DIN | Dinamo Šuplja Lipa           |     |     |      |     |     |     |
| MLA | Mladost Daruvarski Brestovac |     |     |      |     |     |     |
| NAŠK | Naša krila Mala Maslenjača   |     |     |      |     |     |     |
| PAR | Partizan Veliki Bastaji      |     |     |      |     |     |     |
| RIB | Ribar Končanica              |     |     |      |     |     |     |
| SOK | Sokol Sokolovac              |     |     |      |     |     |     |
| |                              |     |     |      |     |     |     |
| podebljan rezultat - utakmice od 1. do 5., te od 11. do 15. kola (1. i 3. utakmica između klubova) rezultat normalne debljine - utakmice od 6. do 10., te od 16. do 20. kola (2. i 4. utakmica između klubova) rezultat nakošen - nije vidljiv redoslijed odigravanja međusobnih utakmica iz dostupnih izvora rezultat smanjen * - iz dostupnih izvora nije uočljiv domaćin susreta prekrižen rezultat - poništena ili brisana utakmica p - utakmica prekinuta 3:0 p.f. / 0:3 p.f. - rezultat 3:0 bez borbe n.i. - nije igrano |                              |     |     |      |     |     |     |

 Izvori: